# Ord
 For alternative betydninger, se Ord (flertydig). (Se også artikler, som begynder med Ord)
Et ord består af et eller flere bogstaver, har en funktion (ordklasse) og en betydning (semantik). Ord bruges også, når vi taler, og derfor er ord en måde, hvorpå der kan kommunikeres med andre mennesker. Visse ord har forskellige betydninger, og selv det samme ord kan give en anden betydning, alt afhængig af sammenhængen.

## Definition
Begrebet "ord" kan defineres som: En betydningsbærende følge af fonemer.[kilde mangler]

## Ordet "ord"
Den indoeuropæiske grundform af "ord" er *vrdho, som genkendes i russisk vratj (= at lyve). Da dh kan forvandles til b, ses det, at latin verbum stammer derfra. Verbum betyder "ord", som i udtrykket "verbal fremstilling".
"Ord" kan have flere særlige betydninger, som i "jeg giver dig mit ord på -" ("ordholden" = at holde sine løfter) ; udtrykket "et gammelt ord" (ordsprog); og i "han har ord på sig for at være pålidelig" (= hans ry).

## Eksterne links
- Den store danske ordliste Arkiveret 27. september 2003 hos  Wayback Machine. Kan anvendes med stavekontroller i Aspell, Ispell og OpenOffice.org.